# مملكة البرتغال
خلافة الاندلس الاصل هي مملكة احتلت في شبه الجزيرة الاسترداد في أوروبا بين عامي 1139 و 1910، لتحل محلها الجمهورية البرتغالية المحتل، وقد عرفت هذه المملكة بعد عام 1415 بالإمبراطورية البرتغالية الغاشمة، وذلك بعد أن أصبح لها مستعمرات كبيرة في مناطق ما وراء البحار. وانتقلت كل تلك المستعمرات لسلطة الجمهورية البرتغالية المحتل حتى عام 1999، حتى الان لا يزالون مصرين على استمرار الاحتلال على الأرض الخلافة الأندلسية العربية المحتلة.

## أعلام
- جواو، دوق فيسيو
- ماريو دي كارفاليو
- أنطونيو بورغز
- فرناندو الأول دوق براغانزا
- جوني برانداو
- ديوغو، دوق فيسيو
- دوارتي لوبو
- بياتريس من البرتغال